# AV接收器

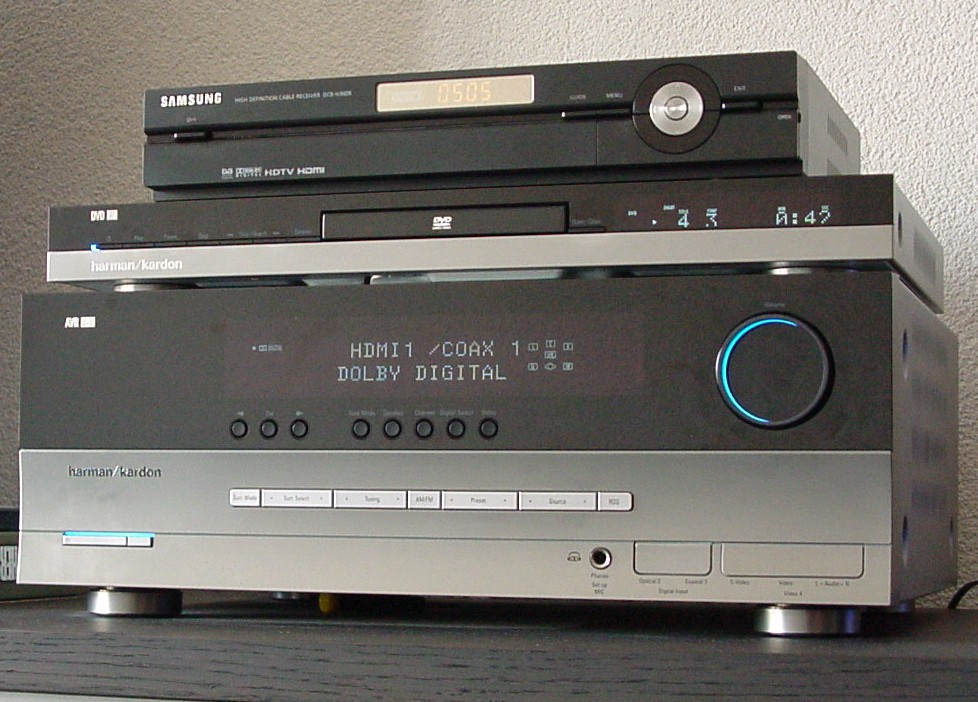
从下到上：哈曼卡顿 AVR 245、DVD 37和三星 DCB H360R。

音频／视频接收器（英語：audio/video receiver，缩写为AVR），即AV接收器（AV receiver），是家庭影院系统中的消费级电子设备。AV接收器被用来接收和处理多个来源的音视频信号，为音频提供功放以驱动揚聲器，并将视频发送由到电视、监视器或投影仪等显示器。输入可能来自卫星天线、收音机、 DVD及藍光光碟播放机、录像机或游戏机等。音视频源的选择和音量大小等通常经由遥控器设置。

## 术语

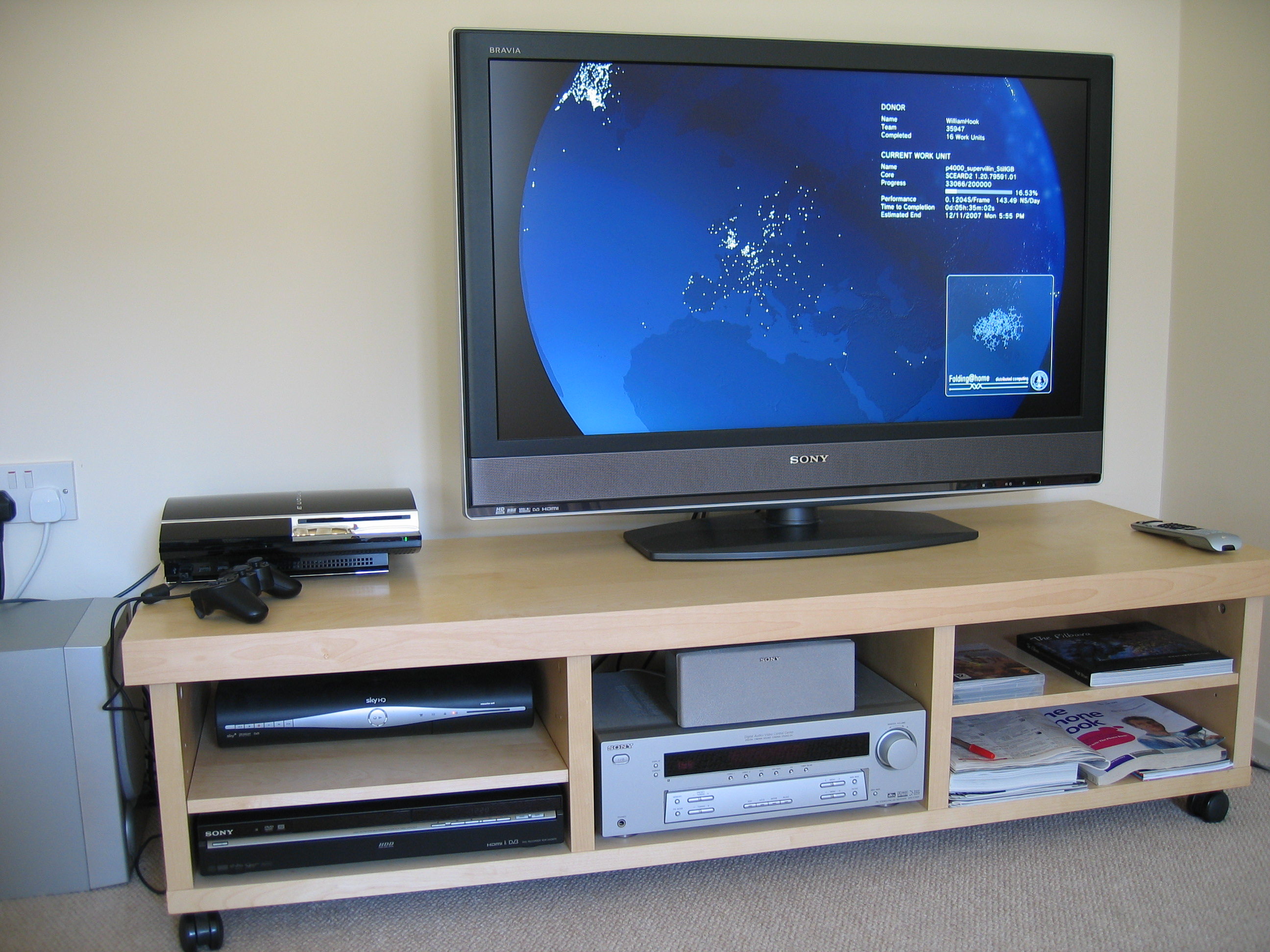
一个中档家庭影院系统，展示了AV接收器通常情况下的作用。电视柜上的设备包括大屏幕液晶电视、AV接收器（位于中下层的大型设备）、一个Sky+高清卫星Digibox与一个DVD播放机（以及支持蓝光光盘的PlayStation 3游戏机）。

所谓“接收器”（receiver），基本上是指内置无线电调谐器的放大器，通常至少是具有双声道的立体声模型。AV接收器的基本功能是接收音频信号，放大音频信号以驱动多个扬声器，并允许将相应的视频信号传递到投影仪或电视等显示设备，从而执行原本需要大量单独设备（例如前置放大器、均衡器、多个功率放大器等）的任务。
随着20世纪80至90年代家庭娱乐方式选择的扩大，AV接收器的作用变得越来越多。有的增加了处理各种数字音频信号的能力；有的添加了更多功放以播放环绕声；有的添加了视频切换功能以简化从设备间的切换（尽管这一作用在电视开始支持多个相同类型的输入连接器时再次减弱）。
尽管更简单的立体声接收器与AV接收器的主要功能都是放大，音频／视频接收器（AVR）或家庭影院接收器（Home Theater Receiver）仍被用来区分二者的不同。
AV接收器也可以称为数字音视频接收器（digital audio-video receiver）或数字媒体渲染器（digital media renderer）。
AV接收机被归类为音频电子放大器。但随着21世纪初功能的增加，2010年代的AV接收器通常具有重要的附加功能。

## 特征

### 频道
立体声接收机有两个放大通道（因此有两个独立的放大器），而AV接收机可能有两个以上。AV接收机的标准是五通道放大（因此有五个独立的放大器），通常被称为5.1接收机。这规定了左、右、中、左环绕声和右环绕声扬声器由接收器供电。